# 全亨山
全 亨山（チョン・ヒョンサン、朝鮮語: 전형산、1922年 - 1977年3月20日）は、大韓民国の警察官、政治家。第4・5代韓国国会議員。
元スピードスケート選手、韓国代表の全炳基は息子。

## 経歴
江陵農業高等学校（現・江陵中央高等学校）卒。麟蹄郡農会で技手、太白山区戦闘警察第2中隊長、国防部釜山捕虜審査委員長、自由党麟蹄郡党委員長を歴任したほか、1956年10月8日から1957年5月1日までは第4代高城警察署長、1957年5月2日から1959年3月19日までは麟蹄警察署長を務めた。1959年の第4代総選挙の補欠選挙では麟蹄郡選挙区から自由党の候補として初当選した。
政界引退後は麟蹄郡農業組合長を務めていたが、1977年3月20日に脳出血により軍病院入院中に死去した。55歳没。